# Städtebauliches Gebot
Ein städtebauliches Gebot bezeichnet im deutschen öffentlichen Baurecht eine Verpflichtung, die durch eine Gemeinde gegenüber einem Grundstückseigentümer erlassen werden kann, um von ihm die Umsetzung einer städtebaulich erforderlichen baulichen Maßnahme zu erzwingen. Das Baugesetzbuch kennt seit 1971 die folgenden Gebote (§ 175 BauGB):
- Baugebot (§ 176 BauGB)
- Modernisierungs- und Instandhaltungsgebot (§ 177 BauGB)
- Pflanzgebot (§ 178 BauGB)
- Rückbau- und Entsiegelungsgebot (§ 179 BauGB)

## Allgemeines
Das Bauplanungsrecht setzt für Grundstückseigentümer lediglich den Rahmen der zulässigen Bebauung fest, es erzeugt grundsätzlich keinen Zwang, die zulässige Bebauung auch tatsächlich herzustellen. Den Eigentümern steht es frei, ihr Grundstück unbebaut zu lassen oder eine bestehende Bebauung nicht zu verändern, auch wenn sie z. B. den Festsetzungen eines neuen Bebauungsplans nicht entspricht. Es kann jedoch aus Sicht der Gemeinde erforderlich sein, dass auf einzelnen Grundstücken ein bestimmter städtebaulicher Zustand hergestellt wird, beispielsweise ein Abriss oder Neubau in exponierter Lage, um erhebliche negative Auswirkungen auf das Ortsbild zu beseitigen. In diesem Fall kann sie städtebauliche Gebote gegen die Eigentümer erlassen, an welche jedoch hohe rechtliche Anforderungen geknüpft sind. Insbesondere muss die Erforderlichkeit der zeitnahen Durchführung der Maßnahme durch die Gemeinde begründet werden. Den Betroffenen soll zuvor die Gelegenheit zur Erörterung gegeben und sie sollen über Möglichkeiten der Förderung durch öffentliche Mittel informiert werden (§ 175 Abs. 1 BauGB).
Vor den städtebaulichen Geboten zu unterscheiden sind Anordnungen zur Gefahrenabwehr bei unmittelbar drohender konkreter Gefahr, beispielsweise drohendem Einsturz eines Gebäudes, welche durch die Gemeinden nach den Landesbauordnungen ausgesprochen werden können und weniger begründungsbedürftig sind. Städtebauliche Gebote können sowohl im Geltungsbereich von Bebauungsplänen und im unbeplanten Innenbereich als auch im Rahmen von städtebaulichen Sanierungs- und Entwicklungsmaßnahmen auferlegt werden.

## Baugebot
Das Baugebot bezeichnet die Verpflichtung eines Grundstückseigentümers, „innerhalb einer angemessenen Frist sein Grundstück entsprechend den Festsetzungen des Bebauungsplans zu bebauen oder ein vorhandenes Gebäude [...] den Festsetzungen des Bebauungsplans anzupassen“ (sog. „Planverwirklichungsgebote“ § 176 Abs. 1 Nr. 1 und 2 BauGB). Da Baugebote die für das Neubauvorhaben erforderliche Baugenehmigung nicht mit einschließen, kann die Gemeinde zusätzlich fordern, einen Bauantrag zu stellen. Explizit werden im Gesetz auch der dringende Wohnbedarf der Bevölkerung als möglicher Grund und die Baulückenschließung als Einsatzzweck benannt, die ein Baugebot rechtfertigen können. Die städtebauliche Erforderlichkeit kann also nicht nur mit der Stadtgestaltung oder dem Ortsbildschutz begründet werden. Damit sind Baugebote grundsätzlich auch einsetzbar, um bei angespanntem Wohnungsmarkt von privaten Grundstückseigentümern im Rahmen des planungsrechtlich erlaubten die Herstellung von neuem Wohnraum zu erwirken.
Das Baugebot wird jedoch auch in Städten mit überhitzten Wohnungsmärkten bislang kaum eingesetzt, da es besonderen Bedingungen an die wirtschaftliche Zumutbarkeit unterliegt. Bei objektiver, also in der geforderten Bebauung selbst begründeter, wirtschaftlicher Unzumutbarkeit hat die Gemeinde von dem Gebot abzusehen (§ 176 Abs. 3 BauGB). Bei subjektiver, also in der Person des Grundstückseigentümers begründeter, wirtschaftlicher Unzumutbarkeit entsteht ein Übernahmeanspruch des Eigentümers gegenüber der Gemeinde (§ 176 Abs. 4 BauGB). Viele Gemeinden scheuen bislang diese mögliche finanzielle Folgelast. Darüber hinaus lässt das Gesetz außer der Möglichkeit der Enteignung (§ 176 Abs. 8 und 9, § 85 Abs. 1 Nr. 5 BauGB) gegenwärtig keine anderen Sanktionen zu wie beispielsweise Geldstrafen. Der Entzug des Baurechts würde dem eigentlichen Ziel des Baugebots zuwiderlaufen. Andererseits kann bereits die Androhung der Nutzung eines Baugebots durch die Gemeinde in manchen Fällen Eigentümer dazu bewegen, ihre Grundstücke entsprechend zu nutzen.